# Rieux-Volvestre
Rieux-Volvestre település Franciaországban, Haute-Garonne megyében. Lakosainak száma 2625 fő (2022. január 1.). Rieux-Volvestre Carbonne, Gensac-sur-Garonne, Goutevernisse, Latrape, Mailholas, Montesquieu-Volvestre, Saint-Julien-sur-Garonne és Salles-sur-Garonne községekkel határos.

## Népesség
A település népessége az elmúlt években az alábbi módon változott:
| Lakosok száma | 1194 | 1462 | 1721 | 2306 | 2591 | 2570 | 2583 | 2611 | 2627 | 2625 |
|               | 1968 | 1982 | 1990 | 2006 | 2013 | 2015 | 2017 | 2019 | 2020 | 2022 |